# Puchar Norwegii w piłce siatkowej mężczyzn (2021/2022)
Puchar Norwegii w piłce siatkowej mężczyzn 2021/2022 – 71. sezon rozgrywek o siatkarski Puchar Norwegii, jednocześnie 53. sezon halowych mistrzostw Norwegii zorganizowany przez Norweski Związek Piłki Siatkowej (Norges Volleyballforbund, NVBF). Zainaugurowany został 18 września 2021 roku.
Rozgrywki składały się z 1. rundy, 1/16 finału, 1/8 finału, ćwierćfinałów, półfinałów i finału. W 1. rundzie drużyny rywalizowały w ramach pucharów regionalnych. W 1/16 finału oraz 1/8 finału rozgrywki toczyły się w systemie pucharowym, a pary tworzone były w miarę możliwości zgodnie z podziałem regionalnym. Od ćwierćfinałów pary powstawały w drodze losowania. W półfinałach o awansie decydował dwumecz, natomiast w pozostałych rundach jedno spotkanie. W 1. rundzie uczestniczyły drużyny z lig niższych niż 1. divisjon, w 1/16 finału dołączyły zespoły z 1. divisjon, natomiast w 1/8 finału – drużyny z Mizunoligaen.
Finał pierwotnie miał odbyć się 15 stycznia 2022 roku, jednak ze względu na restrykcje wprowadzone w związku z pandemią COVID-19 został przeniesiony na wiosnę. Ostatecznie finał odbył się 7 maja 2022 roku w Ekeberghallen w Oslo. Po raz dziesiąty Puchar Norwegii zdobył TIF Viking Bergen, w finale pokonując IL Koll.

## System rozgrywek
Rozgrywki o Puchar Norwegii składają się z 1. rundy, 1/16 finału, 1/8 finału, ćwierćfinałów, półfinałów oraz finału.
W 1. rundzie uczestniczą drużyny, które grają w ligach niższych niż 1. divisjon. Rywalizacja toczy się w formie turniejów odbywających się w ramach poszczególnych regionów. Awans do 1/16 finału uzyskują zwycięzcy poszczególnych turniejów.
W 1/16 finału zwycięzcy pucharów regionalnych grają z drużynami z 1. divisjon w ramach poszczególnych regionów. Jeżeli w danym regionie nie ma klubu grającego w 1. divisjon, wówczas zwycięzca pucharu regionalnego uzyskuje bezpośredni awans do 1/8 finału. Taka sytuacja ma miejsce również wówczas, gdy w 1. divisjon gra wyłącznie klub, który posiada zespół w najwyższej klasie rozgrywkowej. Wówczas tworzy on parę ze zwycięzcą pucharu regionalnego w 1/8 finału.
Od 1/8 finału w rozgrywkach uczestniczą drużyny grające w Mizunoligaen. Tworzą one pary z zespołami, które awansowały z 1/16 finału, o ile to możliwe zgodnie z podziałem regionalnym. O awansie decyduje jedno spotkanie, którego gospodarzem jest drużyna z niższej ligi.
W ćwierćfinałach pary powstają na podstawie losowania. O awansie decyduje jedno spotkanie, a gospodarzem meczu jest drużyna, która wylosowana została jako pierwsza.
W półfinałach rywalizacja toczy się w formie dwumeczów. Pary powstają w drodze losowania. O awansie decyduje liczba zdobytych punktów meczowych. Za zwycięstwo 3:0 lub 3:1 drużyna otrzymuje 3 punkty, za zwycięstwo 3:2 – 2 punkty, za porażkę 2:3 – 1 punkt, natomiast za porażkę 1:3 lub 0:3 – 0 punktów. Jeżeli po rozegraniu dwumeczu obie drużyny mają taką samą liczbę punktów, o awansie decyduje tzw. złoty set grany do 15 punktów z dwoma punktami przewagi jednej z drużyn.
W finale rozgrywany jest jeden mecz na neutralnym terenie.

## Drużyny uczestniczące
| Mizunoligaen (8 drużyn) | Mizunoligaen (8 drużyn) |
| ----------------------- | ----------------------- |
| Asker SK                | ćwierćfinał             |
| Førde VBK               | ćwierćfinał             |
| IL Koll                 | finał                   |
| NTNUI                   | półfinał                |
| OSI                     | 1/8 finału              |
| Randaberg IL            | 1/8 finału              |
| TIF Viking Bergen       | zwycięstwo              |
| BK Tromsø               | ćwierćfinał             |
| 1. divisjon (6 drużyn)  |                         |
| Askim VBK               | 1/8 finału              |
| BTS Idrett              | 1/8 finału              |
| Sandnes VBK             | półfinał                |
| Sotra VBK               | 1/8 finału              |
| Spirit Lørenskog VBK    | 1/8 finału              |
| Torvastad IL            | ćwierćfinał             |

| 2. divisjon (6 drużyn)           | 2. divisjon (6 drużyn) |
| -------------------------------- | ---------------------- |
| Austrått IL                      | 1/16 finału            |
| Kristiansand Sandvolleyballklubb | 1/16 finału            |
| ØKSIL                            | 1/8 finału             |
| Rossvoll VBK                     | 1/16 finału            |
| Steinkjer VBK                    | 1/8 finału             |
| Studentspretten IL               | 1/16 finału            |
| 3. divisjon (2 drużyny)          |                        |
| Kristiansund VBK                 | 1/16 finału            |
| Vikersund IF                     | 1/16 finału            |

## Rozgrywki

### 1. runda
| Region             | Zdobywca pucharu                   | Uwagi |
| ------------------ | ---------------------------------- | --- |
| Hordaland          | Rossvoll VBK                       | |
| Møre og Romsdal    | Kristiansund VBK                   | |
| Nord               | ØKSIL                              | |
| Sogn og Fjordane   | Studentspretten IL                 | |
| Sydvest (Agder)    | Kristiansand Sandvolleyballklubb 3 | Zgodnie z regulaminem prawo udziału w 1/16 finału uzyskała pierwsza drużyna Kristiansand Sandvolleyballklubb. |
| Sydvest (Rogaland) | Austrått IL                        | |
| Trøndelag          | NTNUI 3                            | Zgodnie z regulaminem prawo udziału w 1/16 finału uzyskał Steinkjer VBK, który zajął 2. miejsce.              |
| Øst                | Vikersund IF                       | |

### 1/16 finału
Region Hordaland
| 23.10.2021 18:00 (UTC+2) | Rossvoll VBK | 0:3 (17:25, 22:25, 20:25) | BTS Idrett | Øystese idrettshall, Øystese Sędziowie: Frode Andersen i Øyvind Grov Grime |

Region Møre og Romsdal
| 24.10.2021 17:30 (UTC+2) | Kristiansund VBK | 0:3 (22:25, 26:28, 17:25) | Spirit Lørenskog VBK | Kristiansund idrettshall, Kristiansund Sędziowie: Hans Fredrik Nordhaug |

Uwaga: Żaden klub z regionu Møre og Romsdal nie występował w 1. divisjon, stąd przeciwnikiem dla zdobywcy pucharu tego regionu była druga drużyna z regionu Øst grająca w 1. divisjon.
Region Nord

Klub ØKSIL uzyskał bezpośredni awans do 1/8 finału, ponieważ jedyną drużyną z regionu Nord grającą w sezonie 2021/2022 w 1. divisjon był drugi zespół BK Tromsø, a zgodnie z regulaminem, jeżeli dany klub posiadał zespół zarówno w 1. divisjon, jak i w najwyższej klasie rozgrywkowej, ten z 1. divisjon nie miał prawa występować w 1/16 finału Pucharu Norwegii.
Region Sogn og Fjordane
| 23.10.2021 16:00 (UTC+2) | Studentspretten IL | 0:3 (14:25, 15:25, 16:25) | Sotra VBK | Sogndal Idrettshall, Sogndal Sędziowie: Svein Gunnar Bolstad |

Uwaga: Żaden klub z regionu Sogn og Fjordane nie występował w 1. divisjon, stąd przeciwnikiem dla zdobywcy pucharu tego regionu była druga drużyna z regionu Hordaland grająca w 1. divisjon.
Region Sydvest (Agder)
| 23.10.2021 15:00 (UTC+2) | Kristiansand Sandvolleyballklubb | 2:3 (25:22, 25:18, 18:25, 17:25, 17:19) | Sandnes VBK | Badmintonhallen, Kristiansand Sędziowie: Jens Olav Rydningen i Rohullah Mohammadi |

Uwaga: Żaden klub z regionu Sydvest (Agder) nie występował w 1. divisjon, stąd przeciwnikiem dla zdobywcy pucharu tego regionu była druga drużyna z regionu Rogaland grająca w 1. divisjon.
Region Sydvest (Rogaland)
| 17.10.2021 14:00 (UTC+2) | Austrått IL | 0:3 (14:25, 13:25, 15:25) | Torvastad IL | Austråtthallen, Sandnes Sędziowie: Jonas Emanuel Gilje i Arian Lustrup Azemi |

Region Trøndelag

Steinkjer VBK uzyskał bezpośredni awans do 1/8 finału, ponieważ jedyną drużyną z regionu Trøndelag grającą w sezonie 2021/2022 w 1. divisjon był drugi zespół NTNUI, a zgodnie z regulaminem, jeżeli dany klub posiadał zespół zarówno w 1. divisjon, jak i w najwyższej klasie rozgrywkowej, ten z 1. divisjon nie miał prawa występować w 1/16 finału Pucharu Norwegii.
Region Øst

| 23.10.2021 18:00 (UTC+2) | Vikersund IF | 1:3 (24:26, 23:25, 25:21, 20:25) | Askim VBK | Modumhallen, Åmot Sędziowie: Herman Palm Hunnestad i Trond Hagen |

### 1/8 finału
| 04.11.2021 16:15 (UTC+1) | BTS Idrett | 0:3 (12:25, 18:25, 12:25) | TIF Viking Bergen | Åsane Arena, Bergen Sędziowie: Svein Gunnar Bolstad i Sverre Johannessen |

| 04.11.2021 20:30 (UTC+1) | Spirit Lørenskog VBK | 0:3 (19:25, 22:25, 23:25) | Asker SK | Skårerhallen, Lørenskog Sędziowie: Bent Boeriis i Trond Hagen |

| 30.10.2021 18:00 (UTC+2) | ØKSIL | 0:3 (22:25, 19:25, 24:26) | BK Tromsø | Øksneshallen, Myre Sędziowie: Kjetil Larsen i Markus Wallstad-Hamansen |

| 07.11.2021 15:00 (UTC+1) | Sotra VBK | 0:3 (20:25, 14:25, 17:25) | Førde VBK | Hjeltefjorden Arena, Rong Sędziowie: Jan Edvartsen i Morten Asphaug |

| 06.11.2021 13:00 (UTC+1) | Sandnes VBK | 3:2 (25:23, 23:25, 19:25, 25:22, 16:14) | OSI | Giskehallen II, Sandnes Sędziowie: Trond Krogsæter |

| 07.11.2021 16:00 (UTC+1) | Torvastad IL | 3:2 (23:25, 18:25, 25:18, 25:15, 15:11) | Randaberg IL | Torvastad Arena, Torvastad Sędziowie: Thomas Andre Transeth i Trond Krogsæter |

| 06.11.2021 14:00 (UTC+1) | Steinkjer VBK | 0:3 (20:25, 9:25, 13:25) | NTNUI | Steinkjerhallen, Steinkjer Sędziowie: Frank Møllegaard i Ellen Mari Burheim |

| 02.11.2021 19:30 (UTC+1) | Askim VBK | 0:3 (22:25, 14:25, 20:25) | IL Koll | Askimhallen, Askim Sędziowie: Bent Boeriis i Vidoslav Rakanovic |

### Ćwierćfinały
| 21.11.2021 15:00 (UTC+1) | TIF Viking Bergen | 3:1 (25:17, 22:25, 25:16, 25:18) | Torvastad IL | Zinken Hopp idrettshall, Bergen Sędziowie: Håvard Wallstad i Bojan Kljajic |

| 21.11.2021 13:00 (UTC+1) | Førde VBK | 2:3 (26:24, 23:25, 20:25, 25:16, 12:15) | NTNUI | Førdehuset, Førde Sędziowie: Jens Olav Rydningen i Cato Siljander |

| 20.11.2021 12:45 (UTC+1) | Sandnes VBK | 3:0 (25:23, 25:22, 25:21) | BK Tromsø | Giskehallen II, Sandnes Sędziowie: Håvard Wallstad i Asle Halleraker |

| 20.11.2021 14:00 (UTC+1) | Asker SK | 0:3 (13:25, 10:25, 9:25) | IL Koll | Landøya idrettshall, Asker Sędziowie: Milana Macko i Igor Rakanovic |

### Półfinały
|  | TIF Viking Bergen | 4 – 2 | NTNUI Volleyball |  |

| 05.12.2021 15:30 (UTC+1) | NTNUI | 2:3 (24:26, 25:19, 25:20, 18:25, 11:15) | TIF Viking Bergen | Dragvollhallen, Trondheim Sędziowie: Frank Møllegaard i Roger Østvik |

| 11.12.2021 13:00 (UTC+1) | TIF Viking Bergen | 3:2 (23:25, 22:25, 27:25, 25:17, 15:13) | NTNUI | Åsane Arena, Bergen Sędziowie: Sverre Johannessen i Bojan Kljajic |

|  | IL Koll | 6 – 0 | Sandnes VBK |  |

| 04.12.2021 13:00 (UTC+1) | Sandnes VBK | 1:3 (17:25, 19:25, 25:23, 21:25) | IL Koll | Giskehallen II, Sandnes Sędziowie: Trond Krogsæter i Morten Asphaug |

| 12.12.2021 15:00 (UTC+1) | IL Koll | 3:0 (25:17, 25:12, 25:21) | Sandnes VBK | Kringsjå idrettshall, Oslo Sędziowie: Jens Olav Rydningen i Igor Rakanovic |

### Finał
| 07.05.2022 16:30 (UTC+2) | IL Koll | 2:3 (20:25, 25:21, 20:25, 25:20, 10:15) | TIF Viking Bergen | Ekeberghallen, Oslo Widzów: 900 Sędziowie: Ellen Mari Burheim i Frank Møllegaard |